# Mixia
Mixia C.L. Kramer è un genere appartenente alla sottodivisione Pucciniomycotina dei basidiomiceti. Originariamente descritto come un ascomicete della famiglia Protomycetaceae, la posizione sistematica di questo genere è stata definita correttamente grazie alla filogenesi molecolare. Al genere è assegnata una sola specie, Mixia osmundae (Nishida) C.L. Kramer è un parassita intracellulare di felci dei generi Osmunda L. and Osmundastrum C. Presl.